# Telefunkenwerk Hannover

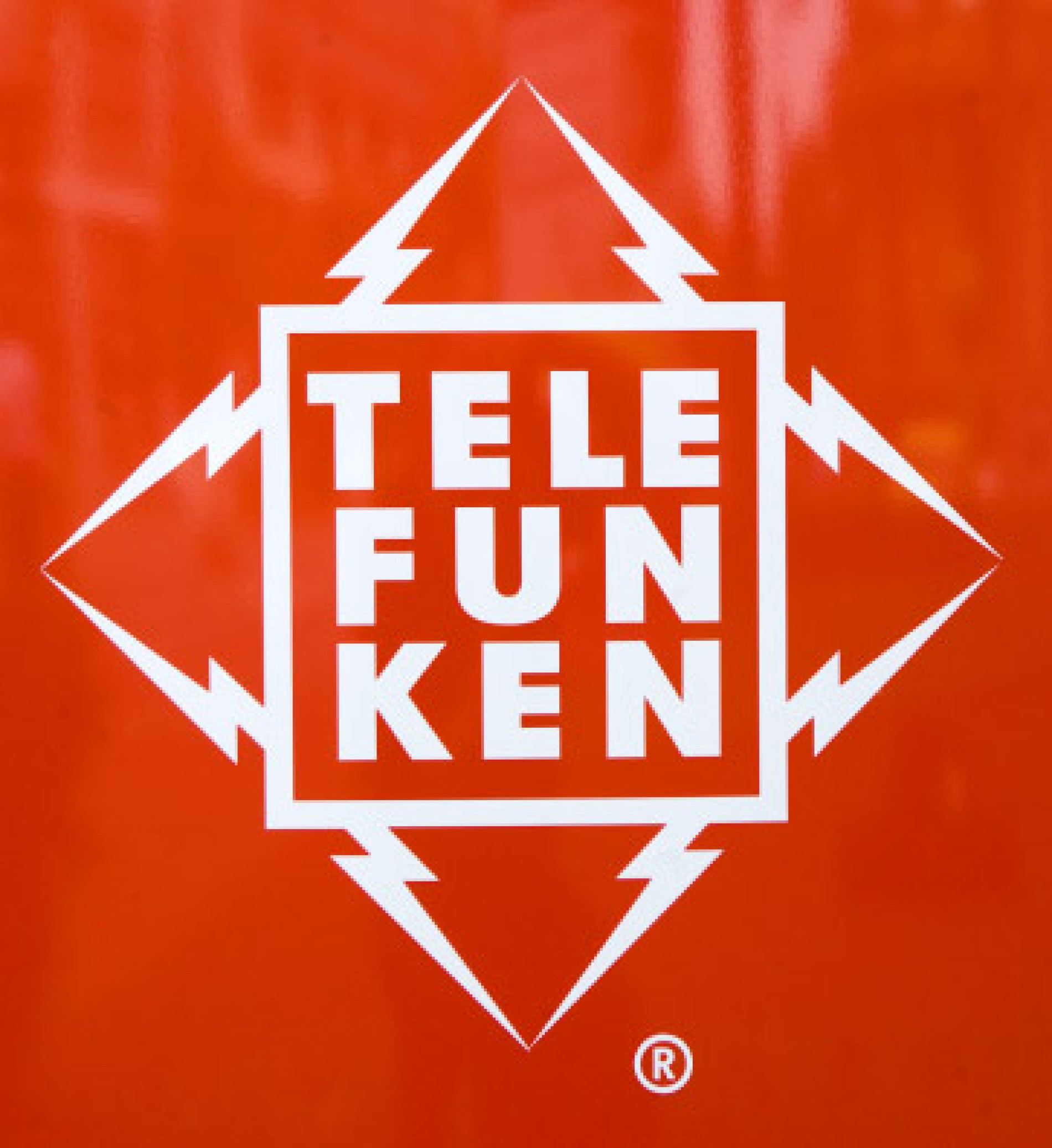
Logo Telefunken

Das Telefunkenwerk Hannover war Mitte der 1970er Jahre in Hannover der zweitgrößte Betrieb der Metallindustrie mit fast 5000 Beschäftigten. Ab 1972 war das Werk Sitz der Telefunken Fernseh und Rundfunk GmbH, einer 100-prozentigen Tochtergesellschaft des Konzerns AEG-Telefunken. Nach der Erfindung von PAL für das Farbfernsehen und der anschließenden Einführung in Deutschland im Jahr 1967 war Telefunken Marktführer bei Farbfernsehgeräten. Ab 1979 wurden die Arbeitsplätze in Hannover schrittweise abgebaut; die letzte Produktionshalle wurde 1993 geschlossen.

## Entstehungsgeschichte

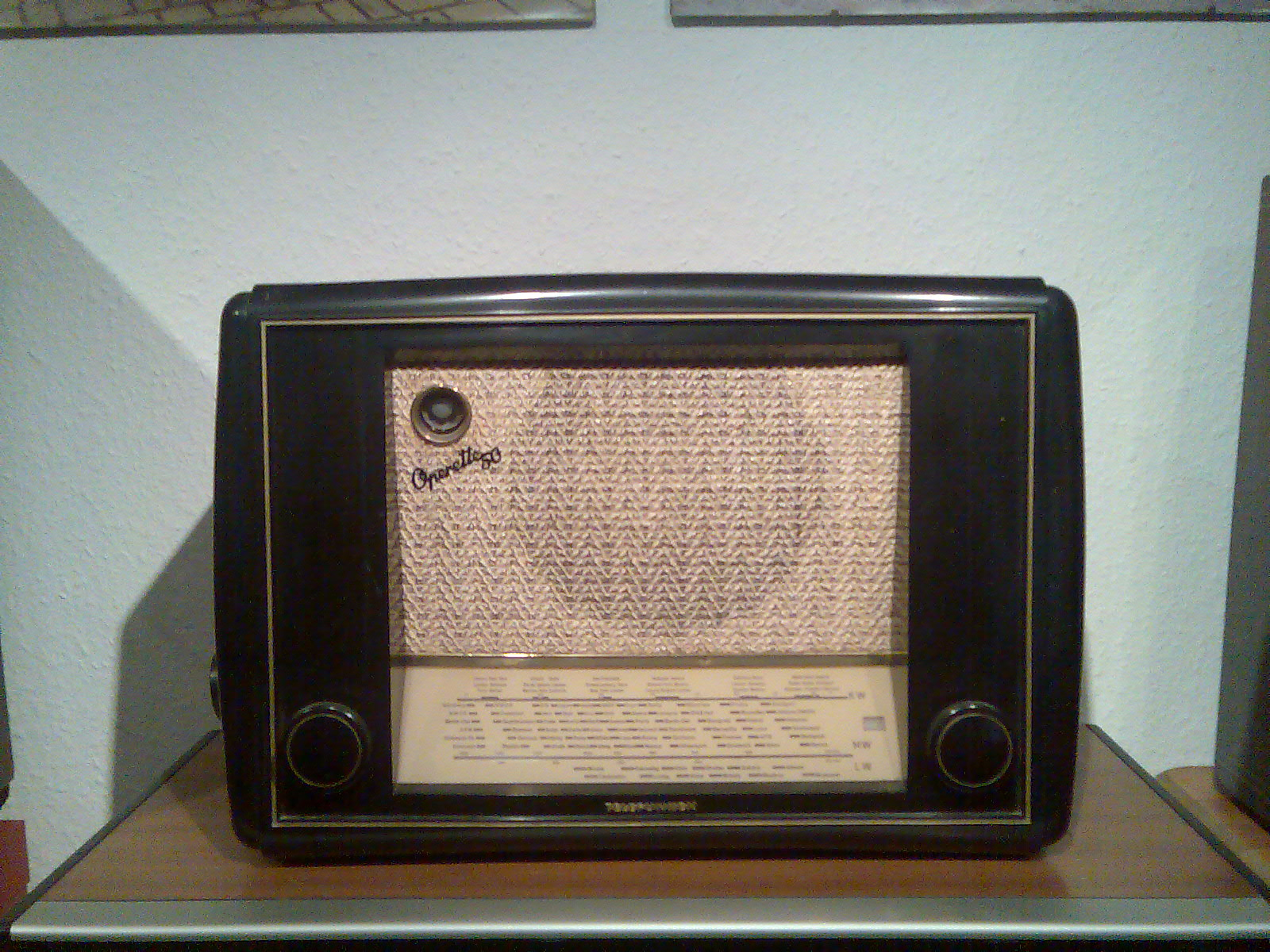
UKW-Radio „Operette 50“ aus dem Werk Hannover

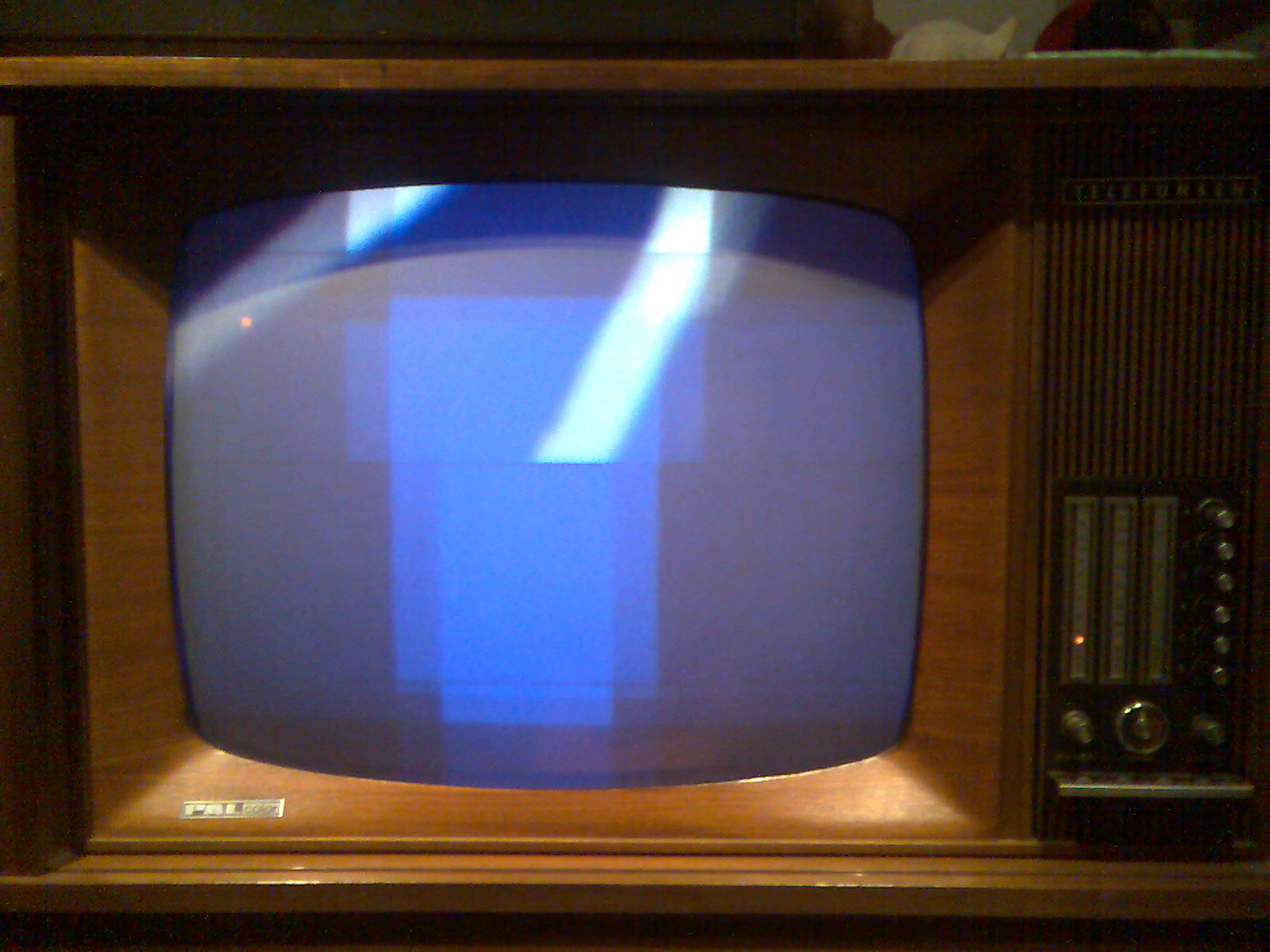
Erster Telefunken-Farbfernseher PAL Color 708, 1967

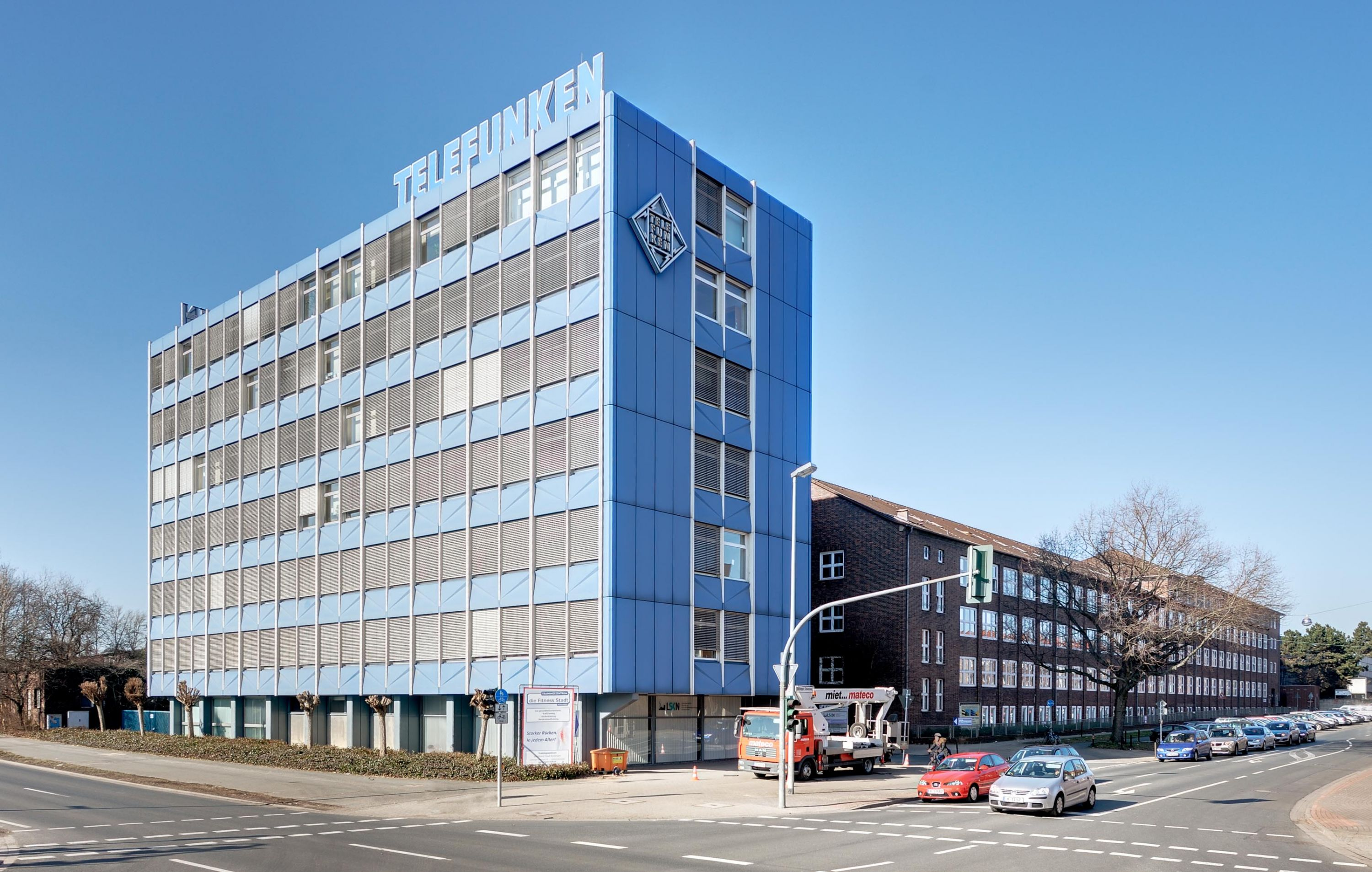
Ehemaliges Verwaltungsgebäude der Telefunken Fernseh und Rundfunk GmbH in Hannover-Ricklingen, 2021

Die Geschichte des Telefunkenwerks Hannover geht auf die Huth-Apparatefabrik zurück, die 1940 zur Produktion von Rüstungsgütern ein neues Werk an der Göttinger Chaussee 76 errichtete. Der Huth-Apparatebau war eine Gesellschaft, die zu gleichen Teilen den Berliner Firmen Telefunken und Lorenz gehörte. Die ca. 600 Beschäftigten stellten ausschließlich für die Wehrmacht Sende-, Empfangs- und Ortungsgeräte her. Dafür wurden in den 1940er Jahren auch zahlreiche Zwangsarbeiter aus Polen und der Sowjetunion eingesetzt. Huth war bekannt für seine fachlich herausragende Lehrlingsausbildung. Das Werk wurde im Krieg nicht zerstört, nach 1945 als Rüstungsbetrieb entflochten und die Produktion umgestellt. Am 22. Juli 1946 bekamen Telefunken und die C. Lorenz AG (die später in der Standard Elektrik Lorenz aufging) je eine Hälfte der Produktionsstätten an der Göttinger Chaussee zugesprochen. Während Lorenz die Produktion von Rundfunkempfängern 1950 ganz nach Pforzheim in das Werk von Schaub verlagerte, baute Telefunken das Werk in Hannover in den 1950er Jahren systematisch aus. Schwerpunkte der Produktion waren Rundfunkgeräte und ab 1951 Fernsehgeräte. Anfang 1967 fusionierte die Mutterfirma AEG mit ihrer Tochter Telefunken zur AEG-Telefunken AG.

## Hochphase der Farbfernsehproduktion in Hannover
Anfang der 1950er Jahre übernahm Walter Bruch, später Erfinder des PAL-Farbfernsehsystems, im Stammwerk an der Göttinger Chaussee die Leitung des Labors zur Entwicklung der (zunächst Schwarz-Weiß-)Fernsehempfänger. Nach Beginn des geregelten Fernseh-Sendebetriebs im Dezember 1952 stieg die Nachfrage nach Fernsehgeräten jährlich stark an und für deren Fertigung wurde 1959 in Hannover-Bornum das Werk 2 an der Nenndorfer Chaussee in Betrieb genommen. Das PAL-System wurde Ende 1962 zum Patent angemeldet und im Sommer 1967 in Deutschland (West) eingeführt. Telefunken fertigte in den Werken Hannover und Celle Farbfernsehgeräte und war zusammen mit Grundig Marktführer in diesem Segment.
Die Belegschaft nahm ständig zu und erreichte 1978 mit 4.803 Beschäftigten den Höchststand. Nach dem Niedergang der Hanomag war Telefunken der zweitgrößte Metallbetrieb der Landeshauptstadt hinter dem Volkswagenwerk Hannover. Von 1972 bis 1989 war Lucie Hupe Betriebsratsvorsitzende, eine der ganz wenigen Frauen, die in den 1970er Jahren Betriebsratsvorsitzende eines Großbetriebes der Metallindustrie waren.
Die Telefunken Fernseh und Rundfunk GmbH hatte neben den beiden Werken in Hannover Produktionsstandorte in Berlin-Wedding (Schwedenstraße), Celle (Hehlentor), Wolfenbüttel und Osterode (beide früher Kuba-Imperial) sowie in Mexiko. In Hannover war die Firmenzentrale, die Entwicklung der Hörfunk- und Fernsehempfänger sowie deren Fertigung einschließlich der Komponenten angesiedelt. Auch für andere Telefunken-Betriebe stellten die Werke am Standort Hannover Komponenten wie Leiterplatten, Ablenkspulen für Bildröhren, Kabel, Steckverbindungen und Kunststoffteile her. Die Leiterplatten wurden an Fließbändern ausschließlich von weiblichen Kräften – ihr Anteil betrug rund 60 % in den beiden hannoverschen Werken – in händischer Arbeit mit elektronischen Bauelementen wie Transistoren, Dioden, Kondensatoren und Widerständen bestückt, bevor sie am Ende des Fließbandes über eine Lötwelle liefen. Diese Tätigkeit war monoton und belastend, da unter anderem bleihaltiges Lötzinn eingesetzt wurde. Die Fließbänder wurden auf der Basis von Vorgabezeiten ausgetaktet und die Entlohnung erfolgte im Akkord. Die Kolleginnen waren in den unteren Lohngruppen eingruppiert. Im Jahr 1978 verdienten sie beispielsweise in der Lohngruppe 2 bei einem Akkordverdienst von 125 % 8,60 DM pro Stunde, was bei einer 40-Stunden-Woche etwa 1.500 D-Mark pro Monat entsprach. Ende der 1970er Jahre wurden die ersten Bestückungsautomaten eingesetzt.
Pro Jahr wurden mehrere Hunderttausende von Farb- und SW-Fernsehgeräte, HiFi-Anlagen und Kofferradios in zahlreichen Varianten und Länderversionen produziert. Die Fertigungsplanung erfolgte durch eine Arbeitsvorbereitung mit mehr als 100 Beschäftigten. Die Planung lief sowohl manuell als auch online über eine zentrale EDV-Anlage.

## Niedergang von Telefunken in Hannover (1979 bis 1993)
Das Ende von Telefunken in Hannover ist im Zusammenhang mit dem Niedergang der deutschen Fertigung von Unterhaltungselektronik in der Zeit von ca. 1975 bis in die Mitte der 1990er Jahre zu sehen. Diesen Prozess überlebten auch zahlreiche andere deutsche Firmen, wie Grundig, Blaupunkt, Nordmende und SABA, nicht. Insbesondere ostasiatische und japanische Firmen setzen zu einer Offensive gegen die deutschen und europäischen Hersteller von Unterhaltungselektronik an. Mit Innovationen und niedrigen Produktionskosten gelang es ihnen ständig Marktanteile zu gewinnen. Dem hatten die deutschen und europäischen Firmen keine Strategie entgegenzusetzen.
Der Innovationsvorsprung von Telefunken durch die Erfindung und Vermarktung des PAL-Farbfernsehsystems war innerhalb weniger Jahre dahin geschmolzen. 1979 begann der Niedergang von Telefunken in Hannover. Zunächst wurde 1979 das Werk 2 in Hannover-Bornum geschlossen. Der Betriebsrat wurde nur wenige Stunden vor der Öffentlichkeit informiert. Die Betriebsratsvorsitzende Lucie Hupe erklärte: „Uns blieb keine Zeit mehr, die Belegschaft zu informieren. .... Für den Betriebsrat haben die Verhandlungen erst begonnen. Für uns ist noch nichts entschieden.“ Gegen die Schließung des Werkes 2 protestierten Betriebsrat, IG Metall und die Belegschaft. Es kam zu mehreren Protestaktionen im Anschluss an Betriebsversammlungen. Höhepunkt war eine Demonstration um den Ricklinger-Kreisel in Hannover, den sogenannten Telefunken-Kreisel. Das Transparent der Belegschaft „Telefunken darf nicht sterben“ wurde legendär. Letztlich konnte die Schließung des Werkes 2 und der Arbeitsplatzabbau nicht verhindert werden, sondern lediglich durch einen Sozialplan „abgefedert“ werden.
In den folgenden Jahren wurde durch Rationalisierungsmaßnahmen und Produktionsverlagerungen die Zahl der Arbeitsplätze systematisch reduziert: Von 4803 Beschäftigten im Jahr 1978 auf 2733 Beschäftigte im Jahr 1981. Die Muttergesellschaft von Telefunken, die AEG-Telefunken AG, meldete 1982 Insolvenz an. In diesem Zusammenhang ist der Verkauf der Telefunken Fernseh und Rundfunk GmbH an den französischen Thomson-Brandt-Konzern im Jahr 1983 zu sehen. Dieser Verkauf erfolgte für die Arbeitnehmerseite plötzlich und unerwartet. Die Betriebsräte, die IG Metall und die Belegschaft wurden vor vollendete Tatsachen gestellt. Aus Protest gegen diese Unternehmenspolitik von Thomson-Brandt traten im Oktober 1984 der Vorstandsvorsitzende von Telefunken, Josef Stoffels und alle Vorstandsmitglieder zurück – ein in der deutschen Industriegeschichte einmaliger Vorgang. Stoffels erklärte in einem Interview in der Neuen Presse: „Das Werk in Hannover wird zu einer Geisterfabrik. Schon vor vier Jahren war mir klar, dass die Franzosen planen, deutsche Standorte zu schließen. Ich sehe mich nicht gern bestätigt, denn es geht um das Schicksal hunderter Arbeitnehmer. Ich habe damals gesagt, dass ich Telefunken nicht beerdigen will“.
Nachfolger von Josef Stoffels wurde der französische Manager Bernard Gilliot, der den Arbeitsplatzabbau weiter forcierte, wogegen es 1986 zu mehreren Protestaktionen der Belegschaft kam, so z. B. im Juni 1986. Der Thomson-Brandt-Konzern kaufte neben Telefunken mehrere deutsche Unternehmen der Unterhaltungselektronik auf, wie z. B. Nordmende, Dual und SABA. Die Produktionswerke wurden 1987 zur EWD GmbH (EWD= Elektronikwerke Deutschland) zusammengefasst und gehörten zur neu gegründeten Tochtergesellschaft NEWEK GmbH (Neue Elektronik-Werke). Im Laufe der Jahre schloss Thomson-Brandt mehrere Standorte in Deutschland, während die französischen Standorte zunächst erhalten blieben. Die letzte Demonstration gegen den Arbeitsplatzabbau fand im Januar 1988 statt, da von den verbliebenen 782 Arbeitsplätzen weitere 300 abgebaut werden sollten. Zunächst blieb lediglich die Kunststofffertigung in Hannover mit ca. 250 Beschäftigten bestehen, die 1993 auch geschlossen wurde. Innerhalb von 15 Jahren wurde die Belegschaft von Telefunken von fast 5000 Beschäftigten auf Null reduziert.